# Tomiyamichthys fourmanoiri
Tomiyamichthys fourmanoiri es una especie de peces de la familia de los Gobiidae en el orden de los Perciformes.

## Morfología
Los machos pueden llegar a alcanzar los 5,9 cm de longitud total.

## Hábitat
Es un pez de mar y, de clima tropical y demersal.

## Distribución geográfica
Se encuentra en Mauricio y Madagascar. 

## Observaciones
Es inofensivo para los humanos. 